# 小行星7327
小行星7327（7327 Crawford）是一颗绕太阳运转的小行星，为主小行星带小行星。该小行星于1983年9月6日发现。

## 轨道参数
小行星7327的轨道半长轴为2.2004619 UA，离心率为0.191。